# Eure-et-Loir
Eure-et-Loir (oznaka 28) je francoski departma, imenovan po rekah Eure in Loir, ki tečeta skozenj. Nahaja se v regiji Centre-Val de Loire.

## Zgodovina
Departma je bil ustanovljen v času francoske revolucije 4. marca 1790 iz dela nekdanje province Orléanais (Beauce) in grofije Maine (Perche).

## Geografija
Eure-et-Loir leži v severnem delu regije Centre. Na jugu meji na departmaja Loiret in Loir-et-Cher, na jugozahodu na departma regije Loire Sarthe, na zahodu na Orne (regija Spodnja Normandija), na severu na Eure (Zgornja Normandija), na vzhodu pa meji na departmaja Yvelines in Essonne (Île-de-France).

## Občine
- Saint-Éman